# Double Team
Double Team är en actionfilm från 1997 av Tsui Hark med Jean Claude Van Damme och Dennis Rodman.

## Handling
Jack Quinn, landets mest effektiva anti-terroristagent, ska dra sig tillbaka. Men under hans sista uppdrag - mot den livsfarlige terroristen Stavros - går allt galet och på några ögonblick är allt vad han håller kärt i fara.
När han vaknar nästa dag, har han hamnat i The Colony, ett topphemligt fängelse för agenter, för farliga att gå fria, men för värdefulla att dödas.
Han vet att hans gravida fru är överst på Stavros dödslista, och han vet, att det endast är en man som kan hjälpa honom: Yaz, en vapenhandlare - omgiven av ond bråd och död.

## Om filmen
Filmen är inspelad i Nice och Rom. Den hade världspremiär i USA den 4 april 1997 och svensk premiär den 15 augusti samma år, åldersgränsen är 15 år. 

## Rollista (urval)
- Jean-Claude Van Damme - Jack Quinn
- Dennis Rodman - Yaz
- Mickey Rourke - Stavros
- Orso Maria Guerrini - boende i the Colony

## Musik i filmen
- Rush Hour, skriven av Joey Schwartz, framförd av Joey Schwartz, Eric Swerdloff och Clark Anderson
- Margherita, skriven av R. Gamberini och L. Pavignani, framförd av Leareo Gianferrari
- Double Delight, skriven av Joey Schwartz, framförd av Joey Schwartz och Eric Swerdloff
- Just A Freak, skriven av Crystal Waters, Richard Payton och Doug Smith, framförd av Crystal Waters featuring Dennis Rodman

## Utmärkelser
- 1998 - Razzie Award - sämsta nykomling, Dennis Rodman
- 1998 - Razzie Award - sämsta par på duken, Dennis Rodman och Jean-Claude Van Damme
- 1998 - Razzie Award - sämsta manliga biroll, Dennis Rodman